# Obrona Egeru
Obrona Egeru – starcie zbrojne, które miało miejsce we wrześniu 1552 roku między Imperium osmańskim a Królestwem Węgier. Była najważniejszym zwycięstwem Węgrów podczas wojny z Turcją.

## Przyczyny bitwy
W 1521 Turcy po zajęciu Belgradu skierowali się na północny zachód, zagrażając kolejnym ziemiom chrześcijańskim. W 1526 roku rozpoczęli  kampanię skierowaną przeciwko Węgrom. Początkowo Sulejman I zażądał od Węgrów uiszczenia wysokiego trybutu, ci jednak odrzucili te żądania. Siły tureckie zostały więc skierowane na północ. W 1526 Węgry poniosły klęskę w bitwie pod Mohaczem, w wyniku czego duża część Węgier wraz ze stolicą Budą dostała się po turecką okupację. W 1541 roku ziemie węgierskie zostały podzielone na trzy odrębne części. Środek kraju z Budą i Pesztem został włączony w granice imperium osmańskiego i stał się prowincją turecką. Na wschodzie, pod rządami Jana Zapolyi, powstało zhołdowane Osmanom księstwo siedmiogrodzkie, a zachodnia część z dzisiejszą Słowacją i Chorwacją rządzona była przez habsburskich królów węgierskich. Przez kolejne lata Turcy podejmowali kolejne próby ekspansji na te tereny.

## Przebieg bitwy
Pod twierdzą w Egerze Turcy stanęli w sile ok. 150 000 żołnierzy, z czego 80 000 stanowiła regularna armia dobrze wyszkolonych żołnierzy wraz z artylerią. Resztę stanowiły tabory i służby pomocnicze. Obrońcami było około 2100 zawodowych żołnierzy pod dowództwem kapitana Istvána Dobó, wymieszanych z powstańcami, wywodzącymi się z lokalnej ludności chłopskiej. Walczyło także kilka kobiet. Wśród obrońców znajdował się również 250-osobowy oddział austriackich muszkieterów pod dowództwem Gergelyego Bornemissza. Obrońcy przez 39 dni w stosunku 1 do 50 odpierali ataki wroga, zmuszając Turków do odstąpienia od oblężenia.

## Znaczenie bitwy
W dziejach Węgier bitwa o Eger miała podobne znaczenie jak w historii Polski obrona Częstochowy. Zwycięstwo to dało Węgrom nadzieję na wyzwolenie spod osmańskiej okupacji. Turcy co prawda zdobyli w końcu Eger, ale stało się to dopiero 44 lata później. Panowali oni na zdobytych ziemiach przez 150 lat, a Eger był okupowany najkrócej spośród węgierskich miast, bo tylko 91 lat. Dopiero w wyniku odsieczy wiedeńskiej dominacja Turcji na tym terenie została zatrzymana. Skuteczna obrona twierdzy w Egerze stała się jednak bardzo ważnym narodowym symbolem w świadomości narodu węgierskiego, pozwalając przetrwać czasy niewoli pod władzą turecką.

## Bitwa o Eger w sztuce
- Bitwie o Eger swój wiersz Eger poświęcił w 1827 Mihály Vörösmarty.
- Najbardziej znanym utworem poświęconym obronie Egeru jest powieść historyczna Gézy Gárdonyiego z 1899 pod tytułem Egri csillagok(inne języki) ("Gwiazdy Egeru"), która dla Węgrów jest tym czym dla Polaków "Ogniem i mieczem" Henryka Sienkiewicza.
- W 1968 roku powieść ta zaadaptowana została w filmie długometrażowym pod tym samym tytułem.
- Bertalan Székely namalował także, poświęcony bohaterkom obrony twierdzy, obraz pod tytułem Az Egri Nők (Kobiety z Egeru), który obecnie eksponowany jest w Narodowej Galerii w Budapeszcie.